# Johann Eduard Herberger
Johann Eduard Herberger (* 31. Juli 1809 in Kempten; † 14. März 1855 in Würzburg) war ein deutscher Apotheker, Chemiker und Gewerbelehrer.

## Leben und Wirken
Johann Eduard Herberger wurde in Kempten (Allgäu) als Sohn eines Königlichen Gerichtsarztes geboren. Nach Schulbesuchen in Kempten und in Lindau erlernte er in der Würzburger Juliushospital-Apotheke den Beruf eines Apothekers und er verbrachte anschließend eine Apotheken-Assistenzzeit in Straßburg. Wissenschaftlichen Austausch pflegte er vor allem mit Pierre-Jean Robiquet in Paris und mit Johann Andreas Buchner in München, dessen Mitarbeiter er nach bestandener Apothekerprüfung in den frühen 1830er Jahren wurde. In München erwarb Herberger 1831 einen Doktorgrad der Philosophie. Seine wesentlichen pharmakologischen Arbeiten veröffentlichte er als Mitarbeiter in dem von Buchner herausgegebenen «Repertorium für die Pharmacie». 1831 war er an der Gründung des Münchener Vereins Studierender Pharmazeuten beteiligt.
1832 heiratete er eine Nichte Buchners und übernahm in Rheinzabern eine Apotheke. 1836 übersiedelte er nach Kaiserslautern, wo er 1843/44 Rektor und Lehrer der Chemie der neu gegründeten Kreis-Landwirtschafts- und Gewerbeschule wurde. 1848 wurde er zum ordentlichen Professor der Universität Würzburg für das Fach Technologie, dann Land- und Forstwirtschaft ernannt. Ab 1851 war er Rektor der Würzburger Kreis-Landwirtschafts- und Gewerbeschule.
Am 30. November 1840 wurde Johann Eduard Herberger mit dem akademischen Beinamen Trommsdorf  als Mitglied (Matrikel-Nr. 1476) in die Deutsche Akademie der Naturforscher Leopoldina aufgenommen.

## Werke (Auswahl)
- Überlingen und seine Heilquelle. W. Wallis, Konstanz 1831 (Digitalisat)
- Systematisch-tabellarische Übersicht der chemischen Gebilde organischen Ursprungs mit genauer Angabe ihrer Eigenschaften im Zustande der Einfachheit und in jenem der Verbindung mit andern Körpern. Für praktische Chemiker, für Ärzte und Apotheker nach den vorzüglichsten Quellen und mit Zuziehung der eigenen Erfahrungen bearbeitet. Joh. L. Schrag, Nürnberg
  - Erste Lieferung 1831. Die elektropositiven organisch-chemischen Gebilde.[4]
  - Zweite Lieferung 1836. Die elektronegativen organisch-chemischen Gebilde.[5]
  - Eine geplante dritte Lieferung über „neutrale und indifferente organisch-chemische Gebilde“ ist nicht erschienen.
- Festrede an die Mitglieder der technischen Lokalsektion der Pfälzischen Gesellschaft für Pharmazie und Technik und der Grundwissenschaften zu Kaiserslautern. Gehalten am 14. November 1841. Kaiserslautern 1842 (Digitalisat)

Herbergers Beiträge im «Repertorium für die Pharmacie» (Auswahl)
- Band 32 (1829), S. 30–42: Zur Kenntnis des Alkoholes (Digitalisat), S. 347–357: Einiges über Pyrothonide (Digitalisat)
- Band 33 (1830), S. 1–24: Analyse des gemeinen Hyssops (Hyssopus officinalis Linné), und Auffindung eines neuen Subalkaloids (Digitalisat), S. 214–221: Beiträge zur Geschichte der Pyrothonide (Digitalisat)
- Band 34 (1830), S. 22–58: Chemische Analyse des Quendels (Digitalisat), S. 131–137: Chemische Geschichte des Salbei-Camphers (Digitalisat), S. 150: Nachträgliche Notiz über die Pyrothonide (Digitalisat), S. 150–151: Lithion in der Lava vom Aetna (Digitalisat), S. 313–314: Über die Anwendung des Saftes von Rhamnus catharticus als chemisches Reagenz (Digitalisat)
- Band 35 (1830), S. 363–372: Über die Bitterstoffe der Familie der Cucurbitaceen, insbesondere über das Colocynthin (Coloquintenbitter) (Digitalisat)
- Band 36 (1830), S. 1–53: Zusammen mit Johann Andreas Buchner. Chemische Abhandlung über die Berberitzen-Wurzel (Digitalisat), S. 226–237: Über den Bitterstoff des isländischen Mooses (Cetraria islandica)  (Digitalisat), S. 353–367:  Über das Urari-Sipo der Tecunas-Indianer (v. Cocculus Amazonum M.?) und über die Rinde von Rouhamon (Strychnos) Gujanensis Aubl., in chemischer und toxikologischer Beziehung (Digitalisat)
- Band 37 (1831), S. 17–35: Chemische Analyse des Drachenblutes (Digitalisat), S. 36–58: Zusammen mit Johann Andreas Buchner. Über Cyclamen europaeum (Digitalisat), S. 58–77: Zusammen mit Johann Andreas Buchner. Über das eigentümliche Salicin (Digitalisat), S. 203–217: Zusammen mit Johann Andreas Buchner. Über Jalappin und Euphorbiin, als Beitrag zur Kenntnis der drastischen Harze (Digitalisat)
- Band 38 (1831), S. 183–189: Chemische Vergleiche einiger Arten von Rhabarberwurzeln (Digitalisat), S. 189–197: Zusammen mit Johann Andreas Buchner. Über die Darstellung der Oxalsäure durch Zersetzung vegetabilischer Stoffe mittels Kali (Digitalisat), S. 337–360: Zusammen mit Johann Andreas Buchner. Vergleichende chemische Analyse der moskowitischen Rhabarber und der Grindwurzel, mit Rücksicht auf die chemische Konstitution der Berberitzen-Wurzel (Digitalisat), S. 381–395: Zusammen mit Johann Andreas Buchner. Beiträge zur näheren Kenntnis des Antimons (Digitalisat)
- Band 39 (1831), S. 37–47: Über die Darstellung des Aloebitters zu medizinischen Zwecken (Digitalisat)
- Band 44 (1833), S. 59–73: Das Chlorophyll in den drei Stufen seiner Entwicklung, seiner Blüte und seiner endlichen Metamorphose (Digitalisat)
- Band 45 (1833), S. 110–113: Briefliche Notizen über Jodsäure, graue Quecksilbersalbe, verfälschten Gold-Schwefel, und über Auflöslichkeit des Bleioxyds im Wasser (Digitalisat)
- Band 47 (1834), S. 19–38: Zur Kenntnis des arabischen und Senegal-Gummis (Digitalisat)
- Band 48 (1834), S. 1–38: Die Wurzelrinde des weißen Diptams, in chemischer und therapeutischer Beziehung (Digitalisat), S. 101–120: Chemische und pharmakologische Notizen (Digitalisat), S. 382–391: Über Zinkoxyd (Digitalisat)
- Band 49 (1834), S. 14–38: Zur technischen, ökonomischen, medizinischen und chemischen Kenntnis der gebräuchlicheren Algen, mit besonderer Berücksichtigung des Korigeen’s oder irländischen Perlmooses (Digitalisat), Fortsetzung S. 184–201: (Digitalisat), Schluss S. 376–394: (Digitalisat), S. 238–249: Vermischte Erfahrungen über Quecksilber-Jodür, Mineral-Kermes, arsenhaltige Essigsäure, graue Quecksilbersalbe, eingedickte Ochsengalle, Rad. Ninsi etc. (Digitalisat)
- Band 51 (1835), S. 266–269: Briefliche Mitteilungen über Salicin u. Populin in den Blättern von Populus alba; Alantcampher und kryst. Alantharz; Peucedanin; Austrocknen des Kupferoxydhydrats (Digitalisat)
- Band 52 (1835), S. 309–327; Zur chemischen Kenntnis der gebrannten Kropfschwämme (Digitalisat), S. 397–400: Briefliche Mitteilungen über das Aroma und den Bitterstoff der Maiblumen, über die Bestandteile der Aloe und über die Extraktion der Rad. Taraxaci (Digitalisat)
- Band 55 (1836), S. 361–362: Vorläufige Notiz über das Cetrarin (Digitalisat)
- Band 56 (1836), S. 265–318: Chemische Untersuchungen über mehrere, meistens krystallisierbare Pflanzenstoffe (Digitalisat)
- Band 57 (1836), S. 210–214: Praktische Bemerkungen in Bezug auf Pflanzen-Analyse (Digitalisat), S. 214–220: Über die Bereitung der Eisenweine (Digitalisat)
- Band 58 (1836), S. 271–273: Briefliche Mitteilung über eine neue Bereitungsweise des Cetrarins; freiwillig sublimirte Benzoesäure und Extr. Myrrhae aus schlechter Myrrhensorte (Digitalisat)
- Band 66 (1839), S. 1–23: Die Blüten und Bracteen der Tilia vulgaris Hayne; chemisch untersucht (Digitalisat), S. 256–259: Chemische Analyse von Schweins-Gallensteinen. Eine briefliche Notiz (Digitalisat)
- Band 71 (1840), 122–124: Briefliche Notizen über Bereitung des Cyankaliums und des Kalicarbonats (Digitalisat)
- Band 79 (1843), S. 236–240: Beiträge zur Kenntnis der Zusammensetzung des Blutes und Harnes Bleichsüchtiger und der Wirkung der Eisenpräparate bei Chlorosis (Digitalisat)

Herberger war Herausgeber der folgenden Zeitschriften
- Zusammen mit F. L. Winckler. Jahrbuch für practische Pharmacie und verwandte Fächer. Herausgegeben von der Pharmaceutischen Gesellschaft Rheinbayerns. Bauer, Ludwigshafen, 1. Jahrgang (1838) (Digitalisat) bis 10. Jahrgang (1847) (Digitalisat)
  - Darin u. a.: 1. Jahrgang (1838), S. 157–188: Chemische Abhandlung über das Salicin (Digitalisat); 2. Jahrgang (1839), S. 319–340: Über die Milch des Frauengschlechtes und der Tiere (Digitalisat)
- Allgemeine Zeitschrift für die Landwirthschaft und verwandte Gegenstände. C. G. Kunze, Mainz. Band 1 (1844) (Digitalisat) und Band 2 (1845) (Digitalisat)[6]
- Deutsche allgemeine Zeitschrift für die technischen Gewerbe. C. G. Kunze, Mainz Band 1 (1844) (Digitalisat), Band 2 (1845) (Digitalisat)[7]